# سفارة تونس لدى العراق
سفارة تونس لدى العراق هي البعثة الدبلوماسية لجمهورية تونس لدى جمهورية العراق، وتقع بالعاصمة بغداد.

## السفراء
سفراء تونس لدى العراق هم على التوالي:
| الاسم        | تاريخ التعيين  | م     |
| ------------ | -------------- | ----- |
| رضا زقيدان   | 12 سبتمبر 2020 | [ 2 ] |
| إبراهيم رزقي |                |       |